# Aitrang
Aitrang – miejscowość i gmina w południowych Niemczech, w kraju związkowym Bawaria, w rejencji Szwabia, w regionie Allgäu, w powiecie Ostallgäu, wchodzi w skład wspólnoty administracyjnej Biessenhofen. Leży w Allgäu, około 9 km na północny zachód od Marktoberdorfu, nad rzeką Lech, przy linii kolejowej Lindau (Bodensee)-Buchloe.

## Demografia
| Rok  | Liczba mieszk. |
| ---- | -------------- |
| 1970 | 1 632          |
| 1987 | 1 757          |
| 2000 | 1 942          |

## Polityka
Wójtem gminy jest z Wählergemeinschaft Eintracht, rada gminy składa się z 14 osób.
|      | Wählergemeinschaft | Wählergemeinschaft Eintracht | Dorfgemeinschaft Huttenwang | Razem |
| 2008 | 4                  | 7                            | 3                           | 14    |
| 2002 | 6                  | 4                            | 2                           | 12    |